# Oligostigma occidentalis
Oligostigma occidentalis là một loài bướm đêm trong họ Crambidae.